# Scotty Sadzoute
Scotty Sadzoute (Le Port, 29 april 1998) is een Frans voetballer die sinds februari 2025 uitkomt voor FA Šiauliai.

## Clubcarrière
Sadzoute werd geboren op het eiland Réunion. Op zijn vijftiende besloot hij zijn voetbaldroom na te jagen en verhuisde hij op eigen houtje naar het Franse vasteland, zonder daar enig contact te hebben met een club. Hij sloot zich aan bij amateurclub JA Armentières, waar hij werd opgemerkt door RC Lens. Zijn coach, die supporter was van rivaal Lille OSC, regelde echter dat Lille een kijkje kwam nemen naar Sadzoute. In januari 2014 mocht hij uiteindelijk aansluiten bij de jeugdopleiding van Lille.
In juli 2018 ondertekende Sadzoute zijn eerste profcontract bij Lille. In het seizoen 2016/17 had hij een eerste keer zijn opwachting gemaakt in het B-elftal van Lille: op 20 mei 2017 mocht hij op de slotspeeldag van de CFA tegen Iris Club de Croix in de 86e minuut invallen voor Imad Faraj. In de twee daaropvolgende seizoenen was hij een vaste waarde bij Lille B, dat toen uitkwam in de Championnat National 2. In het seizoen 2017/18 nam Marcelo Bielsa hem ook een paar keer op in de wedstrijdselectie van het eerste elftal, evenwel zonder hem ook effectief speeltijd te geven.
In juli 2019 leende Lille hem voor een seizoen uit aan de Franse derdeklasser Pau FC. Na de titel en bijbehorende promotie naar de Ligue 2 werd hij een extra seizoen uitgeleend aan Pau, nadat hij eerst zijn contract bij Lille verlengde. Sadzoute keerde daarna echter niet terug naar Lille, want in juli 2021 ondertekende hij een contract voor drie seizoenen bij de Belgische eersteklasser Oud-Heverlee Leuven. Mede door knieproblemen kwam hij daar tijdens de heenronde van het seizoen 2021/22 niet in actie, waardoor OH Leuven hem op 31 januari 2022 voor anderhalf jaar aan de Franse tweedeklasser Nîmes Olympique verhuurde. Daar kwam hij in anderhalf seizoen aan 27 competitiewedstrijden in de Ligue 2. Die speelminuten vergaarde Sadzoute wel op een jaar tijd, want in de tweede helft van het seizoen 2022/23 stond de Fransman aan de kant met een knieblessure.
Na afloop van zijn uitleenbeurt aan Nîmes keerde Sadzoute terug naar OH Leuven, maar daar kwam hij in het seizoen 2023/24 enkel uit voor het beloftenelftal in Eerste nationale. Na afloop van het seizoen nam hij transfervrij afscheid van de Leuvenaars. Sadzoute bleef een paar maanden zonder club, maar vond in februari 2025 onderdak bij de Litouwse eersteklasser FA Šiauliai.